# Patrick Ryan
Patrick James "Paddy" Ryan, född 4 januari 1881 i Limerick, död 13 februari 1964 i Limerick, var en amerikansk friidrottare.
Ryan blev olympisk mästare i släggkastning vid sommarspelen 1920 i Antwerpen.